# Квасов, Михаил Андреевич
Михаил Андреевич Квасов (7 февраля 1918, Андросовка, Самарская губерния — 27 марта 2011, Саров, Нижегородская область) — заместитель главного конструктора ВНИИЭФ (КБ-11), лауреат Сталинской премии 2-й степени (1953).

## Биография
Родился 7 февраля 1918 года в селе Андросовка (ныне — Красноармейский район Самарской области).
Окончил Куйбышевский индустриальный институт (1942).
С 1942 г. работал в КБ-11 (завод № 2): инженер-технолог, начальник сборочного цеха, начальник сектора, заместитель главного конструктора. Заместитель главного конструктора по испытаниям и эксплуатации ядерных боеприпасов (1964—1978).
Принимал участие в испытании первого советского ядерного заряда и в разработке производственного процесса серийного выпуска «изделий».
С 1979 г. на пенсии.

## Награды и звания
- Сталинская премия 2-й степени (1953) — за изготовление опытных изделий РДС и освоение серийного производства РДС.
- Государственная премия СССР (1973).
- Орден Ленина (1951).
- Орден Трудового Красного Знамени (1956).
- Орден «Знак Почёта» (1962).
- Медаль «За трудовое отличие» (1953).
- Почётный гражданин города Сарова (решение городской Думы от 08 октября 2009 года).